# Duboko (gmina Ljubovija)
Duboko (cyr. Дубоко) – wieś w Serbii, w okręgu maczwańskim, w gminie Ljubovija. W 2011 roku liczyła 418 mieszkańców.